# 普罗瑟派恩 (戏剧)

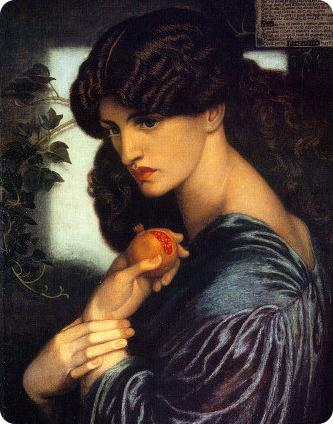
但丁·加百列·罗塞蒂(1874) 的珀尔塞福涅

《普罗瑟派恩》 （Proserpine）是英国浪漫主义作家玛丽·雪莱和她的丈夫珀西·比希·雪莱为儿童创作的诗歌剧。玛丽创作了无韵诗剧，而珀西则为此写了两首抒情诗。该剧创作于 1820 年，当时雪莱一家住在意大利。该剧通常被认为是雪莱的另一部戏剧《迈达斯》（Midas）的姊妹剧。 《普罗瑟派恩》于 1832 年首次发表在伦敦期刊《冬日花环》（The Winter's Wreath） 上。关于这部戏剧是否曾被计划搬上舞台仍有待学者商榷。
受到希腊神话中得墨忒耳（Demeter）及其女儿珀耳塞福涅（Prosephone）故事的启发，奥维德（Ovid）再根据罗马神话故事中相应的角色名字，创作出了冥王普鲁托（Pluto）绑架普罗瑟派恩（即希腊神话中的珀耳塞福涅）的故事。以奥维德的这部作品为蓝本，玛丽·雪莱创作出了诗歌剧《普罗瑟派恩》，其版本着重刻画故事中的女性角色。雪莱从谷神星刻瑞斯（Ceres）的视角出发，以女权主义为中心来重述整个故事，强调了母女的分离以及女性群体所能提供的力量。剧中，刻瑞思代表了生命与爱，普鲁托则代表了死亡与暴力。文本的体裁也反映了当时文坛中的性别争论。传统上抒情诗一般都由男性主导，于是珀西就为此写了抒情诗。玛丽则负责戏剧创作的部分，其编写的剧本包含了19世纪早期女性写作的共同元素：日常的生活细节和善解人意的对话。
《普罗瑟派恩》是女性文学传统的一部分，正如女权主义文学评论家苏珊·古巴尔（Susan Gubar）所描述的那样，它通过刻瑞斯和普罗瑟派恩的故事来“重新定义、重新肯定和赞颂女性意识本身”。然而，该剧一直被评论家所忽视和边缘化。 

## 背景

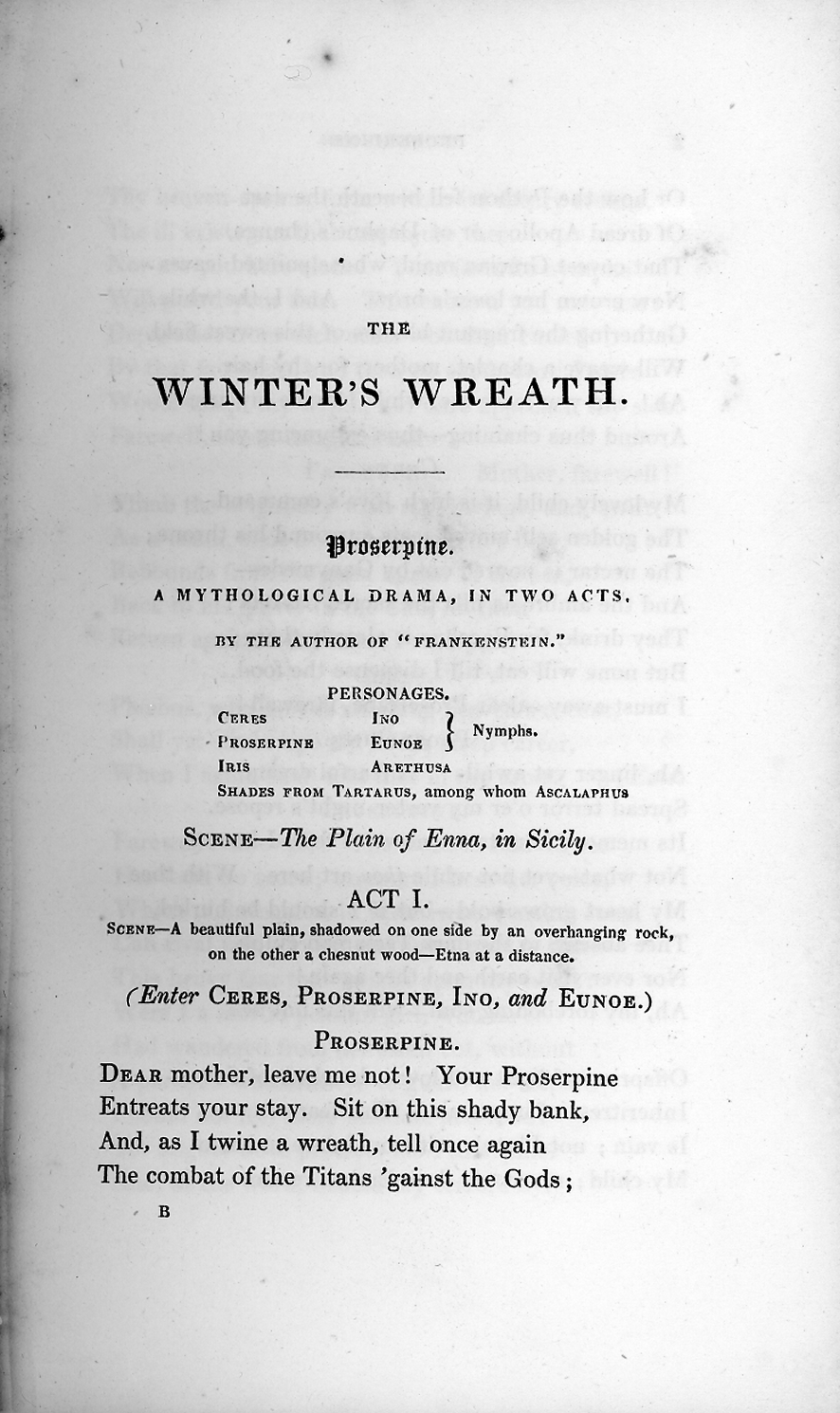
《普罗瑟派恩》于 1832 年首次发表在《冬日花环》上。

1818 年 3 月，雪莱一家搬到了意大利，在那里，他们两个年幼的孩子克拉拉（Clara）和威廉（William）很快便夭折了。玛丽深陷抑郁之中，并渐渐与珀西疏远了。  1819 年晚些时候，随着珀西·弗洛伦斯(Percy Florence) 的出生，玛丽在某种程度上得到了慰藉，心情逐渐好了起来。
1818 年至 1820 年间，玛丽·雪莱掌握了相当多有关戏剧的知识。她还阅读了许多威廉·莎士比亚（William Shakespeare）的戏剧，其中有些剧本是和珀西一起阅读的。 珀西始终相信玛丽有戏剧创作的天赋。他不仅说服玛丽去学习多国著名戏剧，如英国、法国、拉丁和意大利的戏剧，还让她去了解相关的戏剧理论。 他甚至就自己的戏剧《倩契》（The Cenci） 征寻过她的建议。同时，玛丽也为珀西的戏剧《解放了的普罗米修斯》（Prometheus Unbound）抄录过手稿。 雪莱一家会经常去观看歌剧、芭蕾和戏剧。 珀西曾鼓励玛丽翻译维托里奥·阿尔菲里(Vittorio Alfieri) 的戏剧《米拉》 (Mirra) (1785)。这是一部关于父女乱伦的悲剧。该剧对玛丽的小说《玛蒂尔达》 （Mathilda）产生了一定影响。 
这些年来，玛丽·雪莱的研究范围涉猎甚广。她于1820 年开始学习希腊语并开始广泛阅读。她至少从 1815 年起就开始阅读奥维德的《变形记》，并一直研读到了1820年。她还读过让-雅克·卢梭（Jean-Jacques Rousseau）的哲学专著《爱弥儿》（1762）和他的感伤小说《新爱洛伊斯》（1761），以及托马斯·戴（Thomas Day）的儿童读物《桑福德和默顿的历史》(1783-89 )。 评论家玛金·普林顿（Marjean Purinton）  指出，她在创作《普罗瑟派恩》时阅读了“一些教育专著和儿童文学，这些著作中含有许多关于性别行为的格言与训诫”。 此外，她还阅读了自己的母亲玛丽·沃斯通克拉夫特（Mary Wollstonecraft）所著的《女教论》（1787）和《真实生活中的原创故事》（1788）。这两本书是行为文学（旨在使读者了解社会规范）传统的一部分，都对女性在社会中所扮演的性别角色提出了质疑。

## 创作和出版
据玛丽·雪莱的日记记载，她于1820 年创作了《普罗瑟派恩》，并于当年的4月3日完成了这部作品。 珀西·雪莱为此写了两首抒情诗：《阿瑞图萨》和《冥神之歌》。手稿的一部分被保存了下来，收藏于纽约公共图书馆的普福尔茨海默特别馆藏区中。该手稿向世人展示着这对夫妇曾一起并肩创作的日子。 据他们的朋友托马斯·梅德温（Thomas Medwin） 说，珀西很喜欢这部戏，有时会边读边修改手稿。 米兰达·西摩（Miranda Seymour）在她的《玛丽·雪莱传》中推测，玛丽的《迈达斯》和《普罗瑟派恩》是为两个年轻女孩洛雷特（Laurette）和内琳娜·蒂格（Nerina Tighe）所著。这两个女孩是雪莱夫妇朋友的女儿，她们与玛丽在意大利相识并成为了朋友。她们的母亲也是玛丽·雪莱的母亲玛丽·沃斯通克拉夫特曾经的学生。 同年，玛丽·雪莱为劳雷特写了儿童故事《莫里斯》。
1824 年，玛丽·雪莱向布莱恩·沃勒·普罗克特（Bryan Walter Procter）所编辑的《勃朗宁信箱》（The Browning Box）进行了投稿。她提交了诗歌剧《普罗瑟派恩》以求出版，但惨遭拒绝。 之后，该剧于 1832 年首次发表于伦敦期刊《冬日花环》上。 在这一发行版本中，玛丽·雪莱删减了该剧五分之一的内容（约120行）。第一幕中的部分故事被删减掉了，这其中就包括珀西所作的诗《阿瑞图萨》。另外，玛丽还就其中的个别台词进行了重写。  （她将《阿瑞图萨》收录于她在1824年出版的《雪莱诗遗作》中。 ) 玛丽·雪莱还在剧本中加入了一个不祥之梦，该梦为普罗瑟派恩的绑架埋下了伏笔。 她将戏剧发表在这些期刊上所做的努力，以及她在剧本创作期间所撰写的日记，都表明了《普罗瑟派恩》这部剧是为儿童创作的。 

## 剧情概要

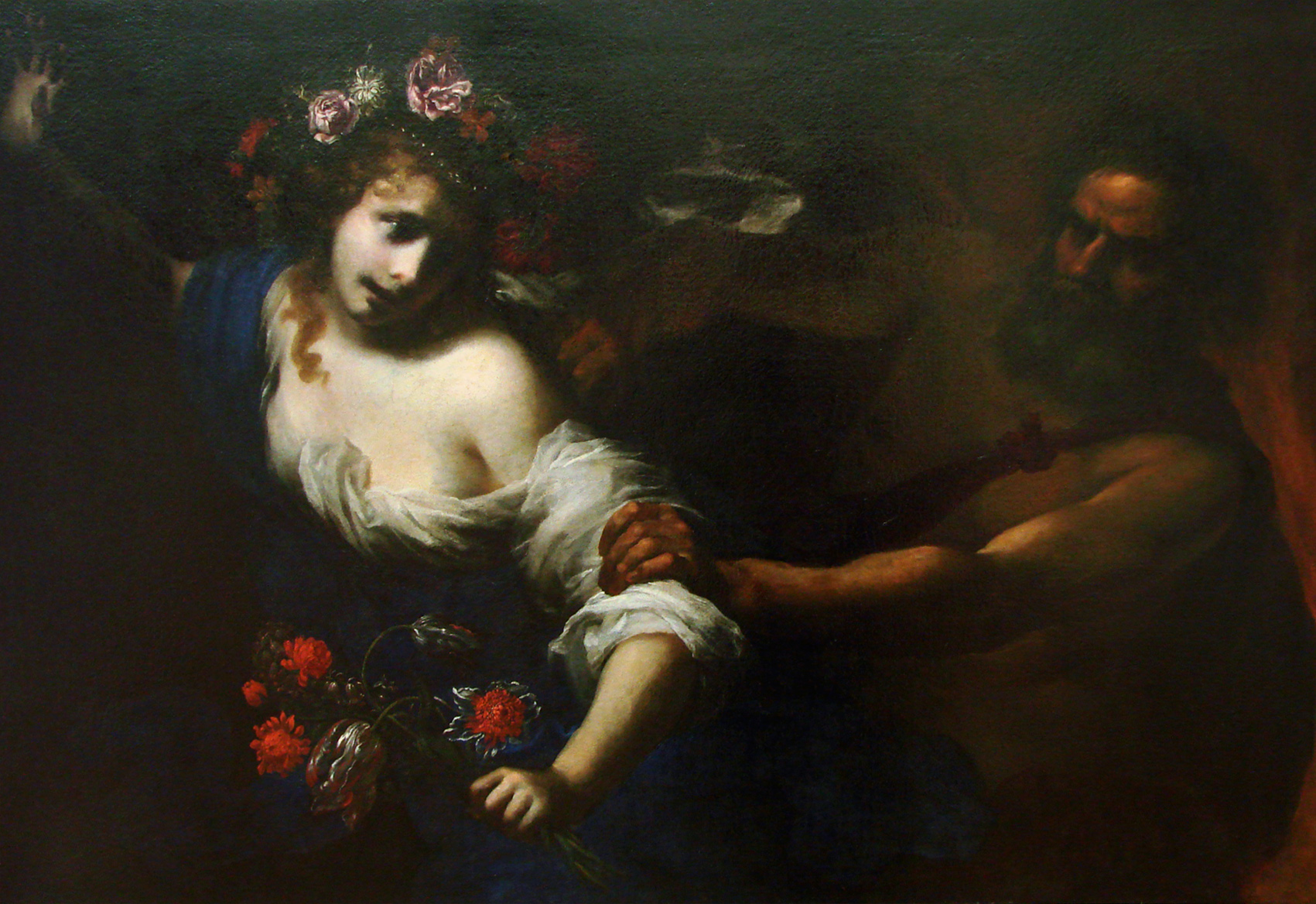
西蒙娜·皮诺尼的《强暴普罗瑟派恩》(c. 第1650章

第一幕开始时，刻瑞斯将她的女儿普罗瑟派恩托付给两个仙女：伊诺（Ino）和尤诺（Eunoe），并警告她们不要四处游荡。 普罗瑟派恩请求伊诺给她讲一个故事，于是伊诺就背诵起了有关海洋女神阿瑞图萨的故事。故事讲完后，她们一起去采集鲜花。为了寻找更多的花朵，两位仙女四处游荡，渐渐地，普罗瑟派恩脱离了她们的视线。当她们回来时，普罗瑟派恩已消失不见。她们四处寻找，却无功而返。刻瑞斯回来后闻此噩耗，恼羞成怒，惶恐不安地说道：

我将远航，立于白雪皑皑的山峰之巅,
在埃特纳火山之上，点燃两团熊熊火焰.
黑夜再无法将她掩藏，躲避我的苦苦搜寻，
我将夜以继日，永不停歇，寻寻觅觅，
直到她重回身边，直到再次拥她入怀
我走失的普罗瑟派恩啊，是我唯一的爱。

第二幕稍后开始。伊诺哀叹道：“自从那不幸的事情发生后，一切都变了！克瑞斯整日以泪洗面，不停寻找她的孩子。她万分悲痛，根本无心工作，于是世间万物皆枯萎”。 阿瑞图萨走来，道出了普罗瑟派恩的下落。她告诉克瑞斯她亲眼看到普路托带着普罗瑟派恩匆忙逃走。 于是克瑞斯向其哥哥朱庇特（Jove）求助。接着伊里斯（Iris）出现，并说道普罗瑟派恩的命数已定。然而，朱庇特认为，如果普罗瑟派恩不吃冥界的食物，那么她就还是可以重返大地的。于是他们一行人前往冥界去接普罗瑟派恩回家。普罗瑟派恩坚信自己没有吃过任何冥界的食物。但冥界邪神阿斯卡拉福斯（Ascalaphus）提醒普罗瑟派恩，她曾吃过冥界的一些石榴籽。刻瑞斯、伊诺和阿瑞图萨都自愿带着她们的神能，如孕育万物，流放到冥界以换取普罗瑟派恩的自由。然而，她们的这种牺牲不被冥王所认可。朱庇特对普罗瑟派恩的命运做出了最终决定，依瑞斯叙述了这一决定：

当鲜花簇拥恩纳大地，
当骄阳照耀这片乐土，
当夏日来临，你将重返大地，
或漫步平原之上，或与仙女为伍，嬉戏打闹，
或傍于母亲身侧，怡然自乐。
但当凛冽寒霜冰封荒凉黑土，草木萧疏，
画眉鸟泣血，于刺骨寒风中觅食之日，
你将降至最深的黑夜中，主宰冥界，
我伟大的冥后。
刻瑞斯承诺，只要普罗瑟派恩与她团聚，大地上就会万物生长。

## 体裁

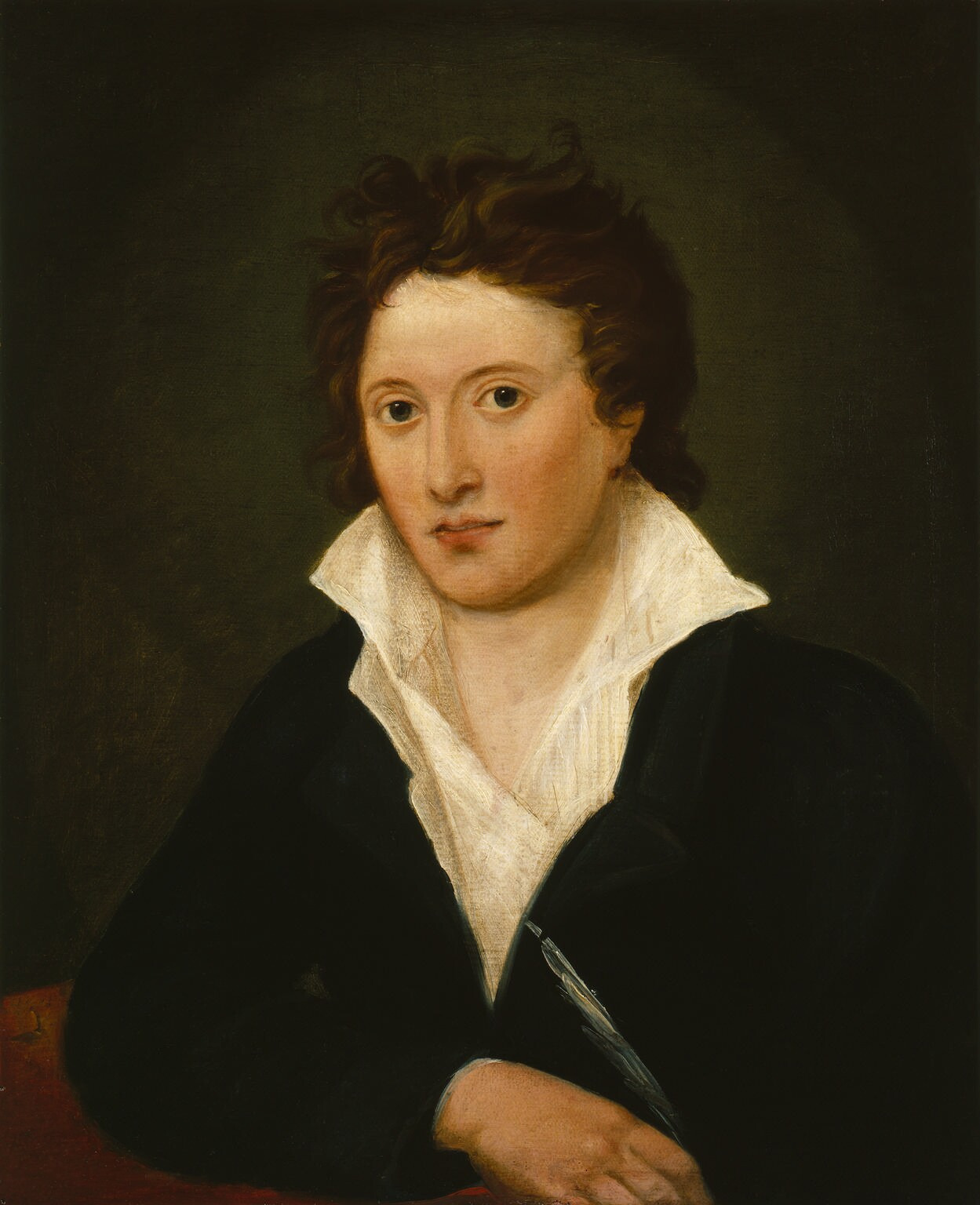
珀西·比希·雪莱在他的诗歌《解放了的普罗米修斯》中提到了普罗瑟派恩。

《普罗瑟派恩》是玛丽·雪莱的一部无韵诗诗剧，其中包括珀西·雪莱的两首抒情诗。在 19 世纪初期，抒情诗通常与男性诗人联系在一起，而日常诗（即描述日常生活的诗歌）则与女性诗人联系在一起。 《普罗瑟派恩》的创作分工正反映了这一趋势。  珀西的诗有助于强调普罗瑟派恩故事的神话性质；他在《解放了的普罗米修斯》一书中继续对普罗瑟派恩进行了这种超然的描述。 而玛丽的戏剧则十分详尽地描述了许多事物，例如鲜花。此外，她笔下的角色都没有独白。相反的是，在珀西的诗中，“几乎每一句台词都饱含感情且直接指向剧中的某个角色，并且通常是描述该角色的情感状态，和/或引发其某种情绪反应。”  《普罗瑟派恩》中的对白建立在移情作用之上，而非建立在更典型的戏剧冲突之上。 玛丽·雪莱也拒绝接受 19 世纪早期戏剧的视觉轰动效应，而是更专注于“情绪高涨的场景”。 
关于玛丽·雪莱是否打算将她的戏剧搬上舞台这一点，学者之间仍存在争论。大多数人都一致认为该部戏剧从来都不是为了舞台演出。他们赞同浪漫主义者艾伦·理查森（Alan Richardson）的观点，认为该剧是有着浪漫主义案头戏风格的“抒情剧”或“心理剧”，“强调人物而非情节，强调情感反应而非动作，且与舞台演出文本相去甚远”。 然而，18 世纪的戏剧学者朱迪思·帕斯科 (Judith Pascoe) 对这一结论提出了质疑。他指出手稿中有详细的舞台走位：“克瑞斯和她的同伴们满怀期待地排列在一侧；普罗瑟派恩在各种奇形怪状手持火炬的黑影仆从的陪同下，从另一侧的洞穴入场；同行队伍中有冥界邪神阿斯卡拉福斯。克瑞斯和普罗瑟派恩拥抱时，仙女们围绕着她。” 从这一点来看，她认为雪莱打算将她的剧本搬上舞台。 
文学学者杰弗里·考克斯（Jeffrey Cox）认为， 《普罗瑟派恩》、《迈达斯》、《被解放的普罗米修斯》和其他利·亨特一派人所编写的剧本，“不是拒绝登上舞台，而是想对其进行重塑”。 这些作家摆脱了传统的悲剧和风俗喜剧，通过创作宫廷剧和牧歌剧来重塑戏剧。他认为《迈达斯》和《普罗瑟派恩》是一对展示“压迫力量”的神话剧。 对他来说， 《普罗瑟派恩》赞颂了一种田园牧歌式的世界……但该世界受到了男性性暴力和天空之神暴政的威胁”。 

## 主题

玛丽·雪莱的普罗瑟派恩神话版本是一种女权主义的复述。

罗马诗人奥维德笔的著作《变形记》（Metamorphoses）中有一部分是关于普罗瑟派恩的。玛丽·雪莱以此为蓝本，扩展并改写了这个故事。该故事取材于希腊神话中丰收之神得墨忒耳及其女儿珀耳塞福涅。希腊神话中用她俩的故事来阐述世间四季轮回的原因。这一切都是由珀耳塞福涅访问冥界所引起的：当她被限制在冥王哈迪斯的冥界时，秋冬降临大地；而当她返回地面与母亲重聚时，春暖花开，夏季来临。这个神话描述了男性暴力对女性生育的胜利征服。 像珀西·雪莱、约翰·济慈（John Keats）和拜伦勋爵（Lord Byron）一样，玛丽·雪莱对古典神话的改写颇感兴趣；然而，与其他浪漫主义女性作家一样，她对那些挑战父权的主题尤其感兴趣。 在改写这个关于普罗瑟派恩的神话故事时，玛丽叙述的核心是女性及女性力量。例如，奥维德将普罗瑟派恩描述为“一个没头脑的女孩，如孩童般任性地在花丛中嬉闹，最终迷失了方向“，而“雪莱则将其描述为一个深思熟虑、善解人意的青少年”，她只是想为她的母亲寻找鲜花罢了。 奥维德所写的神话版本侧重于暴力，尤其是冥王对普罗瑟派恩的绑架和强奸的桥段；而雪莱的戏剧则侧重于悬疑推理，整个寻找普罗瑟派恩的过程。 她的版本突出了克瑞斯和仙女们的悲痛，以及普罗瑟派恩不想被强暴（强暴戏码未被搬上舞台），迫切想要逃离冥界的渴望。相比之下，其他 19 世纪的改编作品往往会扩展普罗瑟派恩被强奸的场景，并将其浪漫化，使这种性暴力场面变成求爱场景。 
玛丽·雪莱的戏剧都是关于女性和女性问题的——除了阿斯卡拉福斯，其戏剧中没有出现其他任何男性角色 。 然而，正如浪漫主义者玛金·普林顿（Marjean Purinton）认为的那样，即使没有男性角色，剧中也存在着强烈的男性气息，这表明“在家庭领域中，父权制无处不在”。 尽管这个神话，从根本上讲是关于强奸和男性暴政的，但雪莱将其转化为一个关于女性团结联盟的故事——这些女性决定自己的命运，是故事讲述者，也是神话创造者。 克瑞斯的这种母爱，有着能挑战众神的力量。 雪莱几乎完全从克瑞斯的角度讲述了整个故事； “她的戏剧挽歌式地赞颂了女性的创造力和生育力，并将其比作‘叶子、叶片、花蕾和花朵’。” 雪莱笔下的普罗瑟派恩和克瑞斯都是主动而非被动的角色。例如，是克瑞斯的愤怒，而非她的悲伤，带来了“凛冽寒冬和万物枯竭”。 普罗瑟派恩的被绑架在阿瑞图萨的故事中早有预示，正如文学学者朱莉·卡尔森（Julie Carlson）指出的那样，只有在普罗瑟派恩被绑架后，女性才会联合起来。 
在雪莱的神话版本中，之所以失去天堂并不是因为女性的过错，而是因为男性的干预。 普鲁托的“自私自利、掠夺性暴力”与克瑞斯的“慈爱、维持生命的无私意愿和对孩子坚定不移的奉献精神”形成了鲜明对比。 在这个神话中，性被描写为一种女性间的分离和对男性的被迫投降。 普鲁托对普罗瑟派恩的控制象征着“一种建立在拿来主义和野蛮暴力之上的文化，一种暗中（当它没有公开庆祝时）为男性统治正言的文化”。 
《普罗瑟派恩》和《迈达斯》通常被视为一对对比鲜明的戏剧。  《普罗瑟派恩》是一部描写女性联盟的戏剧，而《迈达斯》则是一部男性主导的戏剧。在《迈达斯》中，男性诗人们共同参加比赛；而在《普罗瑟派恩》中，女性角色共叙故事。“迈达斯住在他的金色宫殿里，想象自己置于神殿之上，权利中心；而克瑞斯则悲痛不已，离开她与普罗瑟派恩共同居住的田园，前往朱庇特的神殿”。迈达斯喜爱黄金，而《普罗瑟派恩》中的女性则喜爱鲜花。“《迈达斯》中的社会以利己主义、贪婪和冲突为特征，而《普罗瑟派恩》中的女性社会则重视归属感、馈赠与爱”。 

## 遗留问题与反响
正如女权主义文学评论家苏珊·古巴尔所说，玛丽·雪莱的戏剧是女性文学传统的一部分，包括伊丽莎白·巴雷特·布朗宁（Elizabeth Barrett Browning）、 希尔达·杜利特尔 （H.D.）、托妮·莫里森（Toni Morrision）、玛格丽特·爱特伍（Margaret Atwood）和多丽丝·莱辛（Doris Lessing）等，都对克瑞斯和普罗瑟派恩的故事做出了回应。这些作家使用神话来阐述“自己过去作为女儿成长为女性并可能成为母亲的经历……她们使用德墨忒尔和珀耳塞福涅的神话故事来重新定义，重新肯定和赞颂女性意识本身。” 多萝西·韦尔斯利(Dorothy Wellesley)、雷切尔·安南德·泰勒（Rachel Annand Taylor）、巴贝特·多伊奇（Babette Deutsch）、海伦·沃尔弗特（Helen Wolfert）以及玛丽·雪莱等诗人将生育母亲塑造成了一位女英雄，她为培育关系提供了一个挑战父权制的平台。培育关系侧重于人际间的感情培养与联结，而这一关系挑战了位于父权制中心的“自我与他人的分离关系”。 女权主义诗人艾德丽安·里奇（Adrienne Rich）写道“母亲失去女儿的悲痛，女儿失去母亲的悲痛，是女性悲剧的核心”， 而玛丽·雪莱在她的戏剧中讨论的正是这种悲剧。 
当安德烈·科斯居尔（André Koszul）于 1922 年首次出版 《普罗瑟派恩》的转录本时，他宣称“雪莱夫人那些从未敢正式发表的经典幻想作品，和她那些雄心勃勃的散文作品一样值得斟酌品味”。 然而，在戏剧“介绍”这一章节，他却更侧重于讲述珀西·雪莱以及其对玛丽·雪莱作品的贡献。实际上，他解释道他这样做的原因是，他出版这部作品的目的是为了庆祝珀西·雪莱的百年诞辰。 自最初出版以来，《迈达斯》和《普罗瑟派恩》这两部戏剧都没有受到太多批评。评论家们要么只关注剧中所包含的珀西·雪莱的诗歌，要么完全无视这两部戏剧。文学评论家伊丽莎白·尼奇 (Elizabeth Nitchie) 写道，这些剧本“只因珀西·雪莱为它们作的诗歌而著称”。而西尔维娅·诺曼 (Sylvia Norman) 则表示这些戏剧“并不需要进行分析和比较研究”。 虽然《科学怪人》（又译作《弗兰肯斯坦》）自出版以来一直是一股强大的文化力量，但玛丽·雪莱的其他作品却很少再版。学者们几乎只关注玛丽·雪莱的两重身份：一是作为《科学怪人》的作者，二是作为珀西·比希·雪莱的妻子。然而，随着1980年代玛丽·普维（Mary Poovey）和安妮·科斯特兰尼兹·梅勒（Anne K. Mellor）的作品以及1993年的《另一个玛丽·雪莱》的出版，人们才开始更多地关注玛丽·雪莱的“其他”作品，如戏剧等。 

## 備註
1. Proserpine 可译作普罗瑟派恩，亦可译作普洛塞庇娜。

## 註腳
1. ↑  Proserpine may either be pronounced "pro-ser-pine", rhyming with "wine", or "pro-ser-pin-ee", rhyming with "metonymy".
2. 1 2 3  Gubar, 303.
3. 1 2 3  Richardson, 124.
4. ↑  Seymour, 232–33.
5. 1 2 3 4  Pascoe, 183.
6. ↑  Pascoe, 183–84.
7. 1 2 3 4  Purinton, 389.
8. ↑  Morrison and Stone, "Ovid", 316.
9. 1 2  Purinton, 390.
10. ↑  Morrison and Stone, "Proserpine", 352.
11. ↑  "Introduction", Literary Lives, xl–xli.
12. ↑  Sunstein, 193.
13. ↑  Seymour, 242.
14. ↑  Pascoe, 187; Caretti, 200.
15. ↑  Caretti, 200.
16. ↑  Caretti, 200–201.
17. ↑  Carlson, 362.
18. ↑  Shelley, Proserpine (1922), 25.
19. ↑  Shelley, Proserpine (1922), 26.
20. ↑  Shelley, Proserpine (1922), 41.
21. ↑  Richardson, 125.
22. ↑  Carlson, 360.
23. ↑  Richardson, 125–26.
24. 1 2  Richardson, 126.
25. ↑  Pascoe, 185–86.
26. ↑  Richardson, 125; see also Carlson, 362.
27. ↑  Qtd. in Pascoe, 184.
28. ↑  Pascoe, 184.
29. ↑  Cox, 246.
30. ↑  Cox, 252.
31. 1 2  Cox, 253.
32. ↑  Gubar, 303–305.
33. ↑  Smith, 20.
34. ↑  Richardson, 127.
35. ↑  Pascoe, 186; Caretti, 202.
36. ↑  Richardson, 128–29.
37. 1 2  Carlson, 355.
38. ↑  Purinton, 394.
39. ↑  Richardson, 128, 136; see also Purinton, 395–96.
40. ↑  Caretti, 204.
41. ↑  Gubar, 306; Richardson, 129.
42. ↑  Carlson, 356.
43. ↑  Gubar, 303–304.
44. 1 2  Gubar, 304.
45. 1 2  Gubar, 305.
46. ↑  See, for example, Purinton, 395.
47. ↑  Qtd. in Caretti, 205.
48. ↑  Caretti, 206.
49. ↑  Koszul, "Introduction", vii.
50. ↑  Koszul, "Introduction", iii.
51. ↑  Qtd. in Richardson, 124.
52. ↑  "Introduction", Other Mary Shelley, 3–9.